# همبی بریج (کارولینای شمالی)
همبی بریج (به انگلیسی: Hemby Bridge) شهری در ایالت کارولینای شمالی کشور ایالات متحده آمریکا است که جمعیت آن در سرشماری سال ۲۰۱۰ میلادی، ۱٬۵۲۰ نفر بوده‌است.